# چروارزه سانتا کروچه
چروارزه سانتا کروچه (به ایتالیایی: Cervarese Santa Croce) یک کومونه در ایتالیا است که در استان پادووا واقع شده‌است.

## خصوصیات
چروارزه سانتا کروچه ۱۷٫۵ کیلومترمربع مساحت و ۵٬۰۲۹ نفر جمعیت دارد و ۳۰ متر بالاتر از سطح دریا واقع شده‌است.